# Dalibor z Myšlína
Dalibor z Myšlína byl český zeman žijící v době vlády Karla IV. ve 14. století.

## Historie
Pocházel ze zaniklé svobodné tvrze Myšlín v blízkosti Starých Splavů (dnes ostrov Myšlín na hladině Máchova jezera). Sloužil králi českému a císaři římskému Karlu IV. jako svobodný zeman. Zajišťoval zejména bezpečí pro procházející kupce na zemské obchodní stezce mezi Mladou Boleslaví a Žitavou v okolí královského hradu Bezdězu.
Zemanové z Myšlína se připomínají ještě v roce 1408, poslední zmínku o stejnojmenné vesnici najdeme v listině Jiřího z Poděbrad z roku 1460.
Gotická tvrz byla zničena při budování Velkého rybníka, dnešního Máchova jezera, v letech 1366–1367. Zbytky tvrze jsou patrné na ostrůvku dodnes.

## Pověsti
K postavě Dalibora z Myšlína se váže řada krajových pověstí a legend, například o tom, jak si "jeho mladá a nesmírně krásná dcera Milada zvolila raději smrt a nechala se zaklít do podoby tzv. Spící panny, než aby se provdala za nenáviděného pána."
Podle jiné pověsti z doby třicetileté války měl Dalibor z Myšlína tak velký strach o svůj majetek, že nechal na ostrůvku rybníka vystavět malý hrádek. Tam se nechal poté lodí odvézt i se svým majetkem a zásobami. Myslel, že zde bez úhony přečká všechny problémy a bude zde v bezpečí. Jenže spolu se zásobami potravin se na ostrůvek dostala jedna malá myška. Ta ve skladu potravin vyvedla mladé. Následovalo nekontrolovatelné přemnožení, kterému nešlo zabránit. Myším padly za potravu veškeré zásoby. A tak bez zásob nemohl Dalibor na ostrově dále přebývat, neboť by zemřel hlady. Jednoho dne musel přeplavat na břeh, povolat převozníka a s hanbou se z ostrova odstěhovat. Od té doby se mu neřeklo jinak, než Dalibor z Myšína a ostrůvku „Myší“.

## Odraz v kultuře
Postava s poněkud pozměněným jménem Daliboh z Myšlína je ústřední postavou stejnojmenné historické povídky Karla Sellnera vydané poprvé v roce 1932 jako součást knihy Z bezdězských lesů.
Dalibor z Myšlína je také název jedné z povídek v knize Pověsti, které našeptal hrad Bezděz svému kastelánovi od Jana Juričky z roku 2006.
Po Daliborovi z Myšlína je pojmenována hlavní ulice ve Starých Splavech.